# Matthew Dinham
Matthew Dinham (* 9. dubna 2000) je australský profesionální silniční cyklista jezdící za UCI WorldTeam Team dsm–firmenich PostNL.

## Hlavní výsledky

### Silniční cyklistika
2019
Kolem jezera Pcho-jang
5. místo celkově
2020
National Tour
10. místo celkově
2021
Cycle Sunshine Coast
3. místo celkově
vítěz 2. etapy
Tour de Bretagne
8. místo celkově
8. místo Lillehammer GP
2022
vítěz La Maurienne
Národní šampionát
2. místo silniční závod do 23 let
2. místo časovka do 23 let
Santos Festival of Cycling
2. místo celkově
 vítěz soutěže mladých jezdců
Mistrovství Oceánie
5. místo časovka do 23 let
6. místo silniční závod
Tour de la Mirabelle
5. místo celkově
Cycle Sunshine Coast
6. místo celkově
vítěz 2. etapy (TTT)
Mistrovství světa
7. místo silniční závod do 23 let
Tour du Pays de Montbéliard
7. místo celkově
Tour Alsace
9. místo celkově
Spirit of Tasmania Cycle Tour
9. místo celkově
2023
Arctic Race of Norway
6. místo celkově
Mistrovství světa
7. místo silniční závod
CRO Race
8. místo celkově

### Výsledky na Grand Tours
| Grand Tour      | 2023 |
| --------------- | ---- |
| Giro d'Italia   | —    |
| Tour de France  | 58   |
| Vuelta a España | —    |

| —   | Nezúčastnil se |
| DNF | Nedokončil     |

### Horská kola
2017
Mistrovství Oceánie
 2. místo cross-country juniorů
2018
Mistrovství Oceánie
 2. místo cross-country juniorů
2019
Mistrovství Oceánie
 vítěz cross-country do 23 let
2020
Mistrovství Oceánie
 3. místo cross-country do 23 let
2022
Národní šampionát
 vítěz cross-country